# Virginia Cherrill
 (septembre 2019).
Si vous disposez d'ouvrages ou d'articles de référence ou si vous connaissez des sites web de qualité traitant du thème abordé ici, merci de compléter l'article en donnant les références utiles à sa vérifiabilité et en les liant à la section « Notes et références ».
Virginia Cherrill est une actrice américaine née le 12 avril 1908 à Carthage, Illinois et morte le 14 novembre 1996 à Santa Barbara (Californie). Elle est également connue sous le nom de Virginia Child-Villiers, comtesse de Jersey.

## Biographie
Issue d'une famille rurale (elle est née dans une ferme), Virginia a tout juste vingt ans lorsque Chaplin lui demande d'interpréter le rôle de la fleuriste aveugle du film Les Lumières de la ville. Sa famille n'apprécie pas son entrée dans le monde du cinéma et sa mère la surveille pendant tout le tournage. Chaplin la choisit pour sa beauté à l'image, sans lui faire passer d'audition. Le tournage est assez laborieux, Chaplin n'appréciant pas particulièrement Cherrill (on peut noter que c'est par ailleurs la seule actrice principale avec laquelle Chaplin n'a pas eu de relation), à tel point qu'elle est renvoyée du tournage et remplacée par Georgia Hale. Cherrill revient finalement sur le tournage, en raison des coûts trop importants qu'engendrerait un nouveau tournage avec Georgia Hale.
Cherrill parvient à lancer sa carrière cinématographique, elle est notamment remarquée pour ses beaux yeux bleus. Elle joue par la suite dans plusieurs films dans les années 1930.
Elle se marie quatre fois au total. Elle épouse d’abord, en 1925, Irving Adler, un riche avocat dont elle divorce deux ans plus tard. Puis, elle épouse Cary Grant, qu'elle a rencontré pour la première de Blonde Venus (1932). Mais ils divorcent deux ans plus tard également et Cherrill s'installe en Angleterre où elle reprend sa carrière cinématographique, avec notamment Troubled Waters (1936).
Sa carrière s'arrête définitivement après avoir épousé en 1937 l'aristocrate britannique George Child-Villiers, 9e comte de Jersey. Le mariage prend fin en 1946. Elle passe une grande partie de la Seconde Guerre mondiale à travailler pour la Croix-Rouge et dans des spectacles de charité. Après la guerre, elle épouse le pilote Florian Martini.
Elle meurt le 14 novembre 1996 à l'âge de 88 ans dans l'hôpital de Santa Barbara. Elle fait partie des étoiles du Hollywood Walk of Fame au 1545 Vine Street.

## Filmographie
- 1928 : Les Rois de l'air de Howard Hawks (non créditée)
- 1931 : Les Lumières de la ville (City Lights), de Charles Chaplin
- 1931 : Girls Demand Excitement, de Seymour Felix
- 1931 : The Brat, de John Ford
- 1931 : Délicieuse (Delicious), de David Butler
- 1933 : Fast Workers, de Tod Browning
- 1933 : The Nuisance (en), de Jack Conway
- 1933 : Charlie Chan's Greatest Case, d'Hamilton MacFadden : Barbara Winterslip
- 1933 : Les femmes ont besoin d'amour (Ladies Must Love) d'Ewald André Dupont
- 1933 : He Couldn't Take It, de William Nigh
- 1934 : White Heat, de Lois Weber
- 1934 : Money Mad (en), de Frank Richardson
- 1935 : Late Extra, d'Albert Parker
- 1935 : What Price Crime?, d'Albert Herman
- 1936 : Troubled Waters (en), d'Albert Parker